# 绣红旗
绣红旗即绣五星红旗，是中华人民共和国常见的爱国主义活动。
这类活动最早可追溯至中华人民共和国建立初期，被囚禁于重庆白公馆的中国共产党党籍死囚。此事最早纪录于报告文学 《忠诚与背叛》中，后因小说《红岩》而广为人知。

## 衍生
现在有“连夜绣红旗”、“连夜绣五星红旗”的用法，用以嘲讽急速转变政治立场，支持中华人民共和国者。